# Lingua nihali
La lingua nihali detta anche Nihal o (erroneamente) Kalto, è una lingua isolata parlata da circa 2.000 persone negli stati indiani di Madhya Pradesh e Maharashtra.
Il lessico della lingua nihali contiene un gran numero di prestiti da parte delle lingue vicine: il 60-70% circa delle parole sarebbero state adottate dalla lingua korku, dalle lingue dravidiche e dal marathi; tuttavia la maggior parte delle parole, soprattutto quelle di uso comune, non sono presenti in queste lingue.